# Officina Zoè
Officina Zoè è un gruppo di musica popolare originario del Salento, impegnato nell'interpretazione e nel riadattamento dei brani musicali della tradizione salentina e nella composizione di nuovi brani secondo i medesimi canoni.

## Il gruppo
L'Officina Zoè nasce nella primavera del 1993, dall'unione di alcuni musicisti salentini su idea di Lamberto Probo (voce, tammorra, tamburelli e percussioni varie), Donatello Pisanello  (organetto diatonico, chitarra e mandola) e Cinzia Marzo (voce, flauti, tamburello castagnette), con un fondamentale aiuto esterno del regista anglosalentino Edoardo Winspeare.
Il repertorio di Zoè comprende canti di lavoro, canzoni d'amore in dialetto e in grico, canti di protesta e pizziche.
Il gruppo vanta numerose partecipazioni ad importanti festival nazionali ed internazionali di musica, quali il Womex a Berlino, il Festival di Villa Ada (Roma, 14 luglio 2007), il Premio Tenco (Sanremo, 2001), il Womad di Peter Gabriel a Palermo, il Festival I Suoni delle Dolomiti in Trentino con Baba Sissoko il 25 agosto 2007, la rassegna Voix de femmes a Bruxelles. Ed ancora al Festival Stimmen, in Germania e il Festival dei Popoli a Firenze, oltre che concerti negli Stati Uniti (Los Angeles, 1998), Corea del Sud (Seul, 2006) e Giappone (Tokyo, Nagoya e Kyoto, 8-10 giugno 2007) concerti da cui è stato tratto il cd Live in Japan. Hanno anche collaborato, come autori della colonna sonora, al documentario sui trent'anni dalla dittatura cilena, girato da Marta Vignola, intitolato “Le bende del giaguaro” (2003).
La collaborazione con Edoardo Winspeare ha riguardato tre film: Pizzicata (ambientato nel Salento durante la seconda guerra mondiale), nel quale c'è uno sporadico intervento di Pino Zimba; Sangue Vivo (per il quale l'Officina ha prestato le canzoni dell'album che stava producendo); Il miracolo (per il quale il gruppo ha curato la colonna sonora). Anche qui vi è una partecipazione di Zimba, il quale però già non faceva parte del gruppo. Il film Sangue vivo è il più famoso della triade.
Vanta numerose collaborazioni artistiche in campo teatrale (con Pamela Villoresi, regista de "L'ora di Otranto" di Michele Di Martino, Teatro Argot,  Domenico Carli),  cinematografico (con Edoardo Winspeare, Pippo Mezzapesa) e musicale (Ominostanco, manipolatore di suoni,  Famoudou Don Moye, esponente dell´afrojazz e  batterista degli Art Ensemble of Chicago e Baba Sissoko,  polistrumentista maliano di fama internazionale). In particolare, la collaborazione con il regista Edoardo Winspeare ha riguardato il film "Pizzicata". Al film, girato interamente in Salento, Officina Zoè ha contribuito, non solo per la realizzazione della colonna sonora, ma anche con la partecipazione in qualità di attori. Il film ha ottenuto un lusinghiero successo, distribuito e premiato sia in Europa che negli U.S.A. (San Sebastián, Festival di Edimburgo, Parigi - Festival Cinema Latina, New York - Premio N.I.C.E.).

## Formazione
Intorno al nucleo storico e creativo, tuttora costituito da Lamberto Probo, Donatello Pisanello e Cinzia Marzo, si sono avvicendati, nel corso degli anni, decine di musicisti salentini e non solo. Questa la formazione attuale:
- Cinzia Marzo: voce, flauti, tamburello e castagnette.
- Donatello Pisanello: organetto diatonico, chitarra, mandola, armonica a bocca.
- Lamberto Probo: tamburello, tamborra, percussioni salentine varie: cupa cupa, lavaturu, violino a sonagli
- Giorgio Doveri: violino, mandola.
- Luigi Panico: chitarra, mandola, armonica a bocca.
- Silvia Gallone: tamburello, tamborra e voce

Ex componenti del gruppo:
- Danilo Andrioli: tamburello, tamborra e voce
- Rachele Andrioli: tamburello, tamborra e voce
- Ambrogio De Nicola (chitarra classica in Sangue vivo)
- Claudio Miggiano (chitarra, tres, violino in Sangue vivo)
- Pino Zimba (tamburello, voce, castagnette, violino a sonagli su Sangue vivo)
- Raffaella Aprile (voce in Terra e Sangue vivo e castagnette in ijentu di sangue vivo)
- Antonio Ancora (chitarra in Anima bella di Crita)
- Antonio Palma (chitarra, voce in tutte le altre di Crita)
- Ruggiero Inchingolo (violino, oud, mandolino) - arrangiatore dell'album Terra [1]

Importante è la collaborazione dell'armonicista tricasino Umberto Panico (armonica in ijentu e menevò) che tuttora continua in alcune date live del gruppo.
Dario Muci (bouzouki ne il miracolo; buozouki, chitarra, armonica e voce in crita). Hanno anche collaborato, alla realizzazione de Il miracolo, il sassofonista Marco Tuma, il violoncellista albanese Redi Hasa.

## Discografia
- 1997 - Terra (autoprodotto. Riedito nel 2005 da Anima Mundi edizioni)
- 2000 - Sangue vivo (cantoberon)
- 2003 - Il miracolo, (Minus Habens records) con la regia di Edoardo Winspeare
- 2004 - Crita (Polosud Records)
- 2007 - Live in Japan (Polosud Records)
- 2010 - Maledetti guai (Polosud Records)
- 2015 - Mamma Sirena (AnimaMundi)

## Collaborazioni
2011 nel brano Pietra Bianca, dell'album "A hail of bitter almonds" (dei Corde Oblique)